# Chandrasekharania keralensis
Chandrasekharania keralensis är en gräsart som beskrevs av V.J.Nair, V.S.Ramach. och Puthenpurayil Viswanathan Sreekumar. Chandrasekharania keralensis ingår i släktet Chandrasekharania och familjen gräs. Inga underarter finns listade i Catalogue of Life.